# Impromptus (Chopin)
Frédéric Chopin compuso tres impromptus para piano, todos ellas obras pianísticas que consolidan este tipo de composición. Hay que añadir que Chopin también compuso una Fantasía-impromptu, obra de las más conocidas de su autor.

## Impromptus
- Impromptu n.º 1: El primer impromptu en la bemol mayor op. 29 es un allegro assai quasi presto, que data de 1837. Fue publicado ese mismo año en París, con una dedicatoria a la condesa de Lobau. Se trata de una página llena de vitalidad en la que el piano juega con numerosas notas en verdaderos remolinos sonoros. La sección central, como contraste, aparece suave y sosegada, y está en fa menor. Pertenece al Chopin íntimo, lírico y recatado. Con una vuelta a la sección inicial se cierra esta preciosa página.
- Impromptu n.º 2: El segundo impromptu en fa sostenido mayor op. 36 fue compuesto en 1839 y publicado al año siguiente en Leipzig y simultáneamente en París y Londres. Es un andantino en el que la sección primera es de un recatado lirismo y de calma expresiva, mientras que la segunda es animada, en marcado contraste. El paso de una a otra sección se hace por medio de un pasaje de transición, en crescendo, que desemboca en el nuevo ámbito expresivo con tonalidad de re mayor. Al final retornamos a la quietud del comienzo.
- Impromptu n.º 3: Este tercer y último impromptu en sol bemol mayor op. 51 es un vivace. Data de 1842 y se publicó en Leipzig y simultáneamente en París y Londres, con una dedicatoria a la condesa Esterházy. Es una página sonriente, amable y virtuosística, con cierto carácter improvisatorio. En la sección central, sostenuto, la expresividad se vuelve íntima confesional, llegando a adquirir cierto clima dramático y apasionado.